# Rock Will Never Die
Rock Will Never Die è un live album dei Michael Schenker Group, pubblicato nel 1985 per la Chrysalis Records.

## Tracce
1. Captain Nemo
2. Rock my nights Away
3. Are you ready to Rock
4. Attack of the Mad Axeman
5. Into the Arena
6. Rock will never Die
7. Desert Song
8. I Gonna make you mine
9. Doctor Doctor

## Formazione
- Gary Barden - voce
- Michael Schenker - chitarra
- Chris Glen - basso
- Ted McKenna - batteria
- Andy Nye - tastiere